# Barvarska ulica, Maribor
Barvarska ulica, ki povezuje Slovensko ulico in Ulico 10. oktobra, se prvič omenja leta 1477. kot Khukhiczgasslein in je to ime obdržala vse do konca 18. stoletja. Leta 1822 se prvič omenja Färbergassl in leta 1825. kot Färber Gasse. Leta 1919. so ime poslovenili v Barvarsko ulico. Po nemški okupaciji leta 1941. so jo ponovno poimenovali Färber Gasse. Maja 1945. so ji vrnili slovensko ime Barvarska ulica. Ime je dobila po barvarni, ki se je dolga leta nahajala v hiši številka 5. Prvi znani barvar v tej hiši je bil Jakob Hogenwart že leta 1774. Njegovi nasledniki so opravljali ta poklic v njej vse do leta 1882.